# Tongmjo állomás
Tongmjo (Dongmyo) állomás föld alatti metróállomás a szöuli metró 1-es és 6-os vonalán. Nevét a közeli Tongmjo (Dongmyo) szentélyről kapta.

## Viszonylatok
| 1-es vonal                                                                        | 1-es vonal                | 1-es vonal                                                                                        |
| --------------------------------------------------------------------------------- | ------------------------- | ------------------------------------------------------------------------------------------------- |
| Sinszol-tong (Sinseol-dong) Szojoszan (Soyosan) és Kvangun (Gwangun) Egyetem felé | személy- és expresszvonat | Tongdemun (Dongdaemun) Incshon (Incheon), Szodongthan (Seodongtan) vagy Sincshang (Sinchang) felé |
| 6-os vonal                                                                        |                           |                                                                                                   |
| Sindang Ungam (Eungam) felé                                                       | 6-os vonal                | Cshangsin (Changsin) Sinne (Sinnae) felé                                                          |